# Незабудка скорпионовидная
Незабудка скорпионовидная, или Незабудка скорпионовая (лат. Myosótis scorpioídes) — вид растений, относящихся к роду Незабудка семейства Бурачниковые, типовой вид этого рода. Более известна под устаревшим синонимичным названием Незабудка болотная. Популярное декоративное растение и медонос. Незабудка болотная — официальная цветочная эмблема шведской провинции Дальсланд.

## Название
Научное ботаническое название рода Myosotis (myosōta и myosōtis, idis, от др.-греч. μύς - мышь и др.-греч. ούς, ωτός - ухо), "мышиное ухо", дано по форме и опушенности разворачивающихся из почки листьев ряда видов.
Русскоязычное родовое название незабудка считается переводом-калькой с нем. Vergissmeinnicht . В толковых словарях встречается с конца XVIII века в форме "незабудочка" или "незабудь меня", в 1847 впервые зафиксирована форма "незабудка". У Даля растение упоминается под народными названиями измодень, волосовая, горлянка. 
Видовое название scorpioides образовано от корня др.-греч. σκορπίος (scorpios) - скорпион и cуффикса др.-греч. -ίδης (-ides) со значением "похожий, напоминающий". Карл Линней использовал в качестве видового эпитета еще одно распространенное в Европе название незабудок - "скорпионова трава" (англ. scorpion grass), данное по форме молодых соцветий-завитков, напоминающих скрученный в кольцо хвост скорпиона. Русскоязычный вариант скорпионовидная является смысловым переводом латинского.

## Ботаническое описание[13][4]

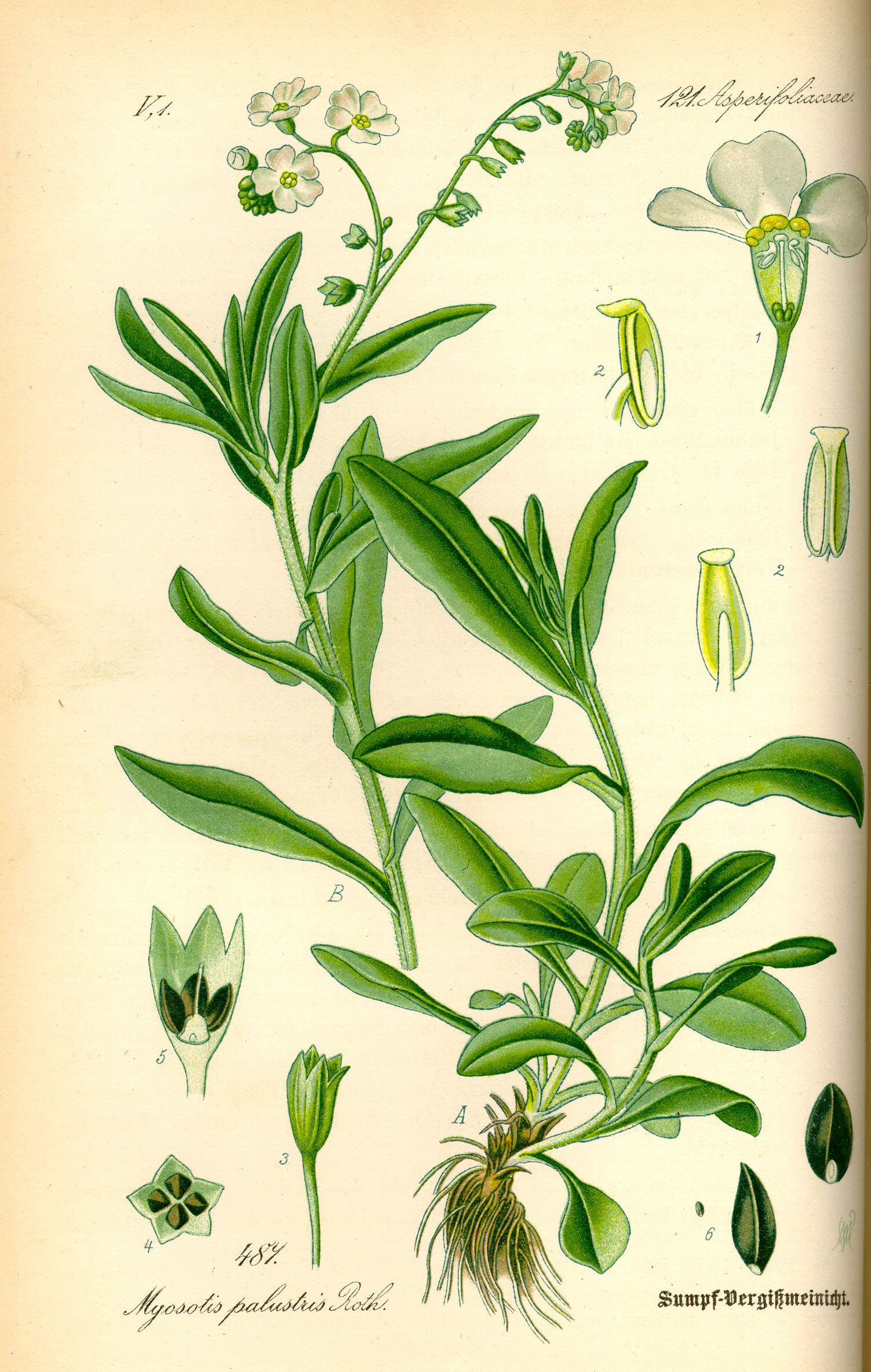
Незабудка болотная.

Многолетнее травянистое растение, (15)40-50(80) см высотой.
Корневище ползучее с короткими подземными побегами.
Стебель четырёхгранный, обычно одиночный из верхушки корневища, вертикальный или восходящий, опушенный. Неветвящийся или слабо ветвящийся в верхней половине. Имеет свойство укореняться в лежащей части.
Листья крупные, 3-8 см длиной и до 2 см шириной, ярко-зелёного цвета, нежные, перепончатые, очерёдные. Форма от ланцетной до линейно- или продолговато-ланцетной. Нижние листья постепенно суженные к основанию, верхние — сидячие, более мелкие, острые.
Завитки на концах стеблей одиночные или парные, короткие и малоцветковые, к плодоношению удлиняющиеся, безлистные. Цветоножки до 1 см длиной, при плодах перпендикулярные цветоносу или дуговидно отклоненные вниз. Чашечка от 2 мм при цветении до 6 мм при плодах, колокольчатая, надрезанная на 1/3 с широкими треугольными зубцами. Цветки наиболее крупные среди других видов, нежно-голубые, реже розоватые или белые. Венчик с отгибом 8-12 мм диаметром, плоский, с яйцевидными лопастями. Трубка короткая, равна по длине чашечке. Столбик пестика длинный, после опадения венчика выставляется из чашечки. Цветение в средней полосе России с мая по сентябрь.
Орешки продолговатые, трехгранные, черные, до 2,5 мм длиной.

## Распространение и экология[13][4]
Евразиатско-североамериканский вид, распространенный в западных районах европейской части России, южных районах Сибири, а также на крайнем Севере, западном Закавказье, Средней Европе, на Балканах, в Монголии.
Растения встречаются по берегам водоёмов и окраинам болот, в лесной полосе по ручьям, в канавах.

## Культивирование

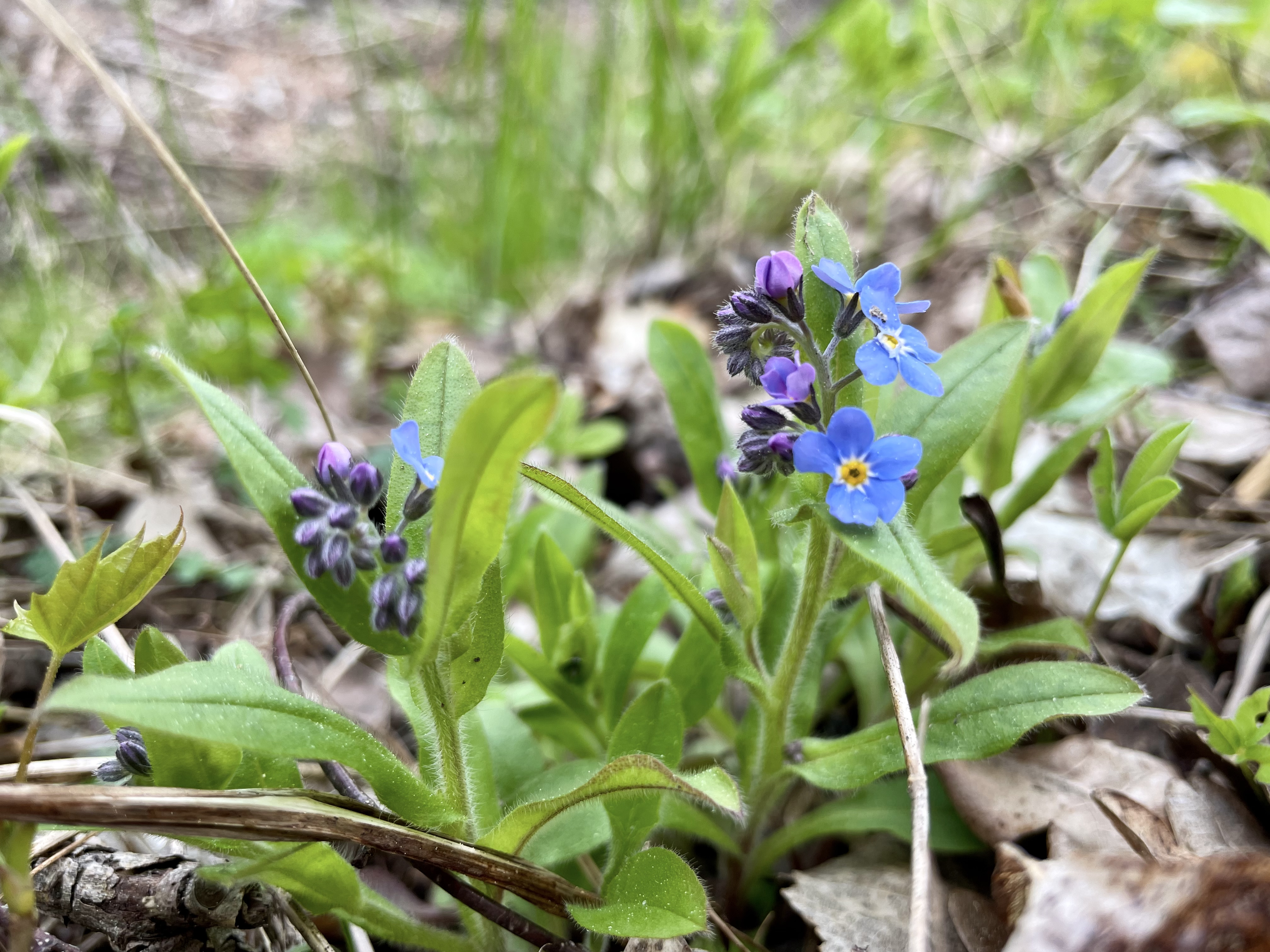
Незабудка скорпионовидная. Молодые соцветия-завитки напоминают закрученный хвост скорпиона, откуда и произошло видовое название.

Несмотря на то, что точная видовая принадлежность садовых культиваров незабудки чаще всего не может быть установлена, к сортам незабудки скорпионовидной/болотной относят следующие:
- Тюринген — сорт с темно-голубой окраской цветков[14].
- Semperflorens — сорт селекции США с ярко-голубыми цветами и желтой серединкой[14].
- Variegatus — сорт с пестрой листвой, практически молочно-белой окраски с узким зеленым мазком вдоль центральной жилки[15].
- Ice Pearl - сорт с белыми цветками[16].
- Alba — сорт с белыми цветками[17].
- Mermaid — сорт с улучшенным крупным габитусом и очень крупными насыщенно-голубыми цветками[17].
- Southern Blues — сорт с нежно-голубой окраской венчика[18].

Используется для оформления берегов водоемов, высаживается вдоль водотоков, на сырых или заболоченных участках.

## Классификация

### Таксономия[19]
Myosotis scorpioides L., 1753, Sp. Pl. : 131
Вид Незабудка скорпионовидная относится к роду Незабудка  (Myosotis) семейства Бурачниковые (Boraginaceae) порядка Бурачникоцветные (Boraginales). Кладограмма в соответствии с Системой APG IV по состоянию на июнь 2023 года:
|  |                                      |  |                                   | порядок Бурачникоцветные |  | семейство Бурачниковые - 153 ботанических рода |  | род Незабудка - 155 подтвержденных видов |  | Незабудка скорпионовидная |
|  |                                      |  |                                   | порядок Бурачникоцветные |  | семейство Бурачниковые - 153 ботанических рода |  | род Незабудка - 155 подтвержденных видов |  | Незабудка скорпионовидная |
|  | отдел Цветковые, или Покрытосеменные |  |                                   |                          |  |                                                |  |                                          |  |                           |
|  |                                      |  |                                   |                          |  |                                                |  |                                          |  |                           |
|  |                                      |  | ещё 63 порядка цветковых растений |                          |  |                                                |  |                                          |  |                           |
|  |                                      |  |                                   |                          |  |                                                |  |                                          |  |                           |

### Внутривидовые таксоны
- Myosotis scorpioides  subsp. praecox (Hülph.) Dickoré
- Myosotis laxa  subsp. radicans (Opiz) Valdés

### Синонимы
- Echioides palustris  Moench
- Echioides perennis  Moench
- Myosotis palustris  (L.) Nathh.
- Myosotis scorpioides var. palustris L.